# ميخائيل كلارك (لاعب كريكت)
ميخائيل كلارك (7 يوليو 1966 في نيوزيلندا - ) (بالإنجليزية: Michael Clark)‏ هو لاعب كريكت نيوزلندي.

## وصلات خارجية
- ميخائيل كلارك على موقع إي آس بي آن كريك إنفو (الإنجليزية)